# Colaxes
Colaxes (Simon, 1900) è un genere di ragni appartenente alla famiglia Salticidae.

## Distribuzione
Delle tre specie note di questo genere 2 sono endemiche dello Sri Lanka e 1 dell'India.

## Tassonomia
A maggio 2010, si compone di tre specie:
- Colaxes horton Benjamin, 2004 — Sri Lanka
- Colaxes nitidiventris Simon, 1900[2] — India
- Colaxes wanlessi Benjamin, 2004 — Sri Lanka